# Уошингтън Терас
Уошингтън Терас (на английски: Washington Terrace) е град в окръг Уебър, щата Юта, САЩ. Уошингтън Терас е с население от 8551 жители (2000) и обща площ от 4,9 km². Намира се на 1405 m надморска височина. ЗИП кодът му е 84405, а телефонният му код е 801.